# ۷۲۱۱ خشایارشا
سیارک ۷۲۱۱ زرکسیز (خشایارشا) (به انگلیسی: 7211 Xerxes، نامگذاری:1240T-1) هفت هزار و دویست و یازدهمین سیارک کشف شده‌است که در ۲۵ مارس ۱۹۷۱ کشف شد.
قدر مطلق سیارک برابر ۱۳٫۳۰ است.
این سیارک به نام خشایارشا پادشاه هخامنشی نام گذاری شده‌است.